# Humbert Boerleider
Humbert Boerleider, alias Boelie, (Onverwacht, 17 augustus 1935 - Paramaribo, 19 augustus 2016), was een Surinaams voetballer en voetbalcoach.
Hij speelde als middenvelder in de Surinaamse Hoofdklasse voor SV Transvaal. Hij speelde ook een seizoen in de Derde Klasse voor de Surinaamse club VV Ajax en keerde daarna terug naar Transvaal. Hij was assistent-coach voor de Nederlandse club Fortuna Sittard en was coach voor SV Transvaal en het Surinaams nationale team voor de kwalificatie voor het  Wereldkampioenschap voetbal 1974.
Later werd hij radiopresentator voor De ochtendsport op doordeweekse dagen en Sportrevue op zondag op Radio Apintie.

## Carrière
Boerleider begon zijn spelerscarrière op het 'Plein van 12 mei' op 10-jarige leeftijd. Daarna ging hij naar het Mr. Bronsplein waar hij samen met zijn latere SV Transvaal-teamgenoot Puck Eliazer speelde voor Klein Maar Dapper.
Zijn eerste voetballessen kreeg hij van Frederik Purperhart, de vader van Frits Purperhart. Op 15-jarige leeftijd werd hij ontdekt door de Transvaal-scout Baas Mack, die de jonge speler aanspoorde om over te stappen naar Hopper voordat hij zich bij de jeugd van Transvaal aansloot. Op 17-jarige leeftijd debuteerde Boerleider in 1950 in het eerste elftal van Transvaal. Later sloot hij zich aan bij de Derde Klasser VV Ajax, en keerde na een seizoen terug naar SV Transvaal. Manager van Transvaal Jim White verjongde de selectie van het eerste elftal, met sindsdien ook een plaats voor Boerleider in de basis.
Met SV Transvaal reisde hij ook voor een voetbaltoernooi in Cayenne in Frans-Guyana. Met SV Transvaal won hij de nationale titel in 1950, 1951, 1962 en 1965.
Boerleider maakte zijn debuut in 1957 voor het Surinaams voetbalelftal in een wedstrijd tegen Brits-Guyana. Hij speelde zijn beste wedstrijd voor de nationale elf in 1959 op Curaçao in een 2-2 gelijkspel tegen de Nederlandse Antillen voor het CCCF-kwalificatie van 1960. Het was de eerste keer dat Suriname niet verloor in een thuiswedstrijd voor de Nederlandse Antillen. In 1965 speelde hij zijn enige kwalificatiewedstrijd voor de FIFA Wereldbeker tegen Costa Rica.
In 1965 ging Boerleider naar Nederland voor een studie aan het CIOS in Zeist en ondertussen was hij assistent-coach van Fortuna Sittard. Na het afronden van zijn studie keerde hij terug naar Suriname, waar hij de leiding bij SV Transvaal overnam en met het team de nationale titel in 1970 won; twee maal eindigde zijn team als tweede in de competitie. In 1973 werd hij de bondscoach van Surinaams voetbalelftal voor het WK-kwalificatie van 1974 en eindigde hij met zijn team op de tweede plaats achter Trinidad en Tobago in de CONCACAF-kampioenschapskwalificatie van 1973.

## Titels
SV Transvaal (speler)
- Hoofdklasse: 1950, 1951, 1962, 1965

SV Transvaal (coach)
- Hoofdklasse: 1970

Surinaams voetbalelftal (coach)
- CONCACAF Champions Cup: 1973, 1981